# Варих, Герхард
Герхард Варих (также Вариг, нем. Gerhard Wahrig; 10 мая 1923, Бургштедт, Саксония — 2 сентября 1978, Висбаден) — немецкий лингвист, лексикограф. Также работал в области семантики и грамматики.
Главная его работа — Deutsches Wörterbuch («Словарь немецкого языка», также известный как Der Wahrig, впервые изданный в 1966 году), который переиздается до сих пор.

## Биография
В 1959 году вместе с семьей перебрался из ГДР в ФРГ.